# Santhomyza biseta
Santhomyza biseta is een vliegensoort uit de familie van de Anthomyzidae. De wetenschappelijke naam van de soort is voor het eerst geldig gepubliceerd in 1988 door Rohacek & Baez.